# Список прем'єр-міністрів Індії
Прем'єр-міністр Індії — глава уряду Індійської Республіки і голова її Ради міністрів. Призначається Президентом Індії із запропонованих парламентом кандидатур, фактично є представником партії, що формує більшість в парламенті.
Нижче наведені прем'єр-міністри Індії з моменту заснування цієї посади в 1947 році із вказанням також виконучих обов'язки. Кольори відповідають політичним партіям, що висунули його кандидатуру.

## Список прем'єр-міністрів
| #  | Ім'я                              | Портрет | Початок повноважень                                   | Закінчення повноважень                                | Партія                                                   |
| -- | --------------------------------- | ------- | ----------------------------------------------------- | ----------------------------------------------------- | -------------------------------------------------------- |
| 1  | Джавахарлал Неру                  |         | 15 серпня 1947                                        | 27 травня 1964                                        | Індійський національний конгрес (ІНК)                    |
|    | Ґулзарілал Нанда                  |         | 27 травня 1964                                        | 9 червня 1964                                         | ІНК                                                      |
| 2  | Лал Багадур Шастрі                |         | 9 червня 1964                                         | 11 січня 1966                                         | ІНК                                                      |
|    | Ґулзарілал Нанда                  |         | 11 січня 1966                                         | 24 січня 1966                                         | ІНК                                                      |
| 3  | Індіра Ганді                      |         | 24 січня 1966                                         | 24 березня 1977                                       | ІНК                                                      |
| 4  | Морарджі Ранчходжі Десаї          |         | 24 березня 1977                                       | 28 липня 1979                                         | Джаната дал                                              |
| 5  | Чоудхарі Чаран Сінґх              |         | 28 липня 1979                                         | 14 січня 1980                                         | Джаната дал                                              |
| 6  | Індіра Ганді                      |         | 14 січня 1980                                         | 31 жовтня 1984                                        | ІНК                                                      |
| 7  | Раджив Ганді                      |         | 31 жовтня 1984                                        | 2 грудня 1989                                         | ІНК                                                      |
| 8  | Вішванат Пратап Сінґх             |         | 2 грудня 1989                                         | 10 листопада 1990                                     | Джаната дал, Національний фронт                          |
| 9  | Чандра Шекхар Сінґх               |         | 10 листопада 1990                                     | 21 червня 1991 (виконував обов'язки з 6 березня 1991) | Самаджваді Джаната Парті, Національний фронт             |
| 10 | Памулапарті Венката Нарасімха Рао |         | 21 червня 1991 (виконував обов'язки з 25 травня 1991) | 16 травня 1996                                        | ІНК                                                      |
| 11 | Атал Біхарі Ваджпаї               |         | 16 травня 1996                                        | 1 червня 1996                                         | Бхаратія джаната парті                                   |
| 12 | Хараданахаллі Додде Деве Ґовда    |         | 1 червня 1996                                         | 21 квітня 1997                                        | Джаната дал, Об'єднаний фронт                            |
| 13 | Індер Кумар Ґуджрал               |         | 21 квітня 1997                                        | 19 березня 1998                                       | Джаната дал, Об'єднаний фронт                            |
| 14 | Атал Біхарі Ваджпаї               |         | 19 березня 1998                                       | 22 травня 2004                                        | Бхаратія джаната парті, Національно-демократичний альянс |
| 15 | Манмоган Сінґх                    |         | 22 травня 2004                                        | 26 травня 2014                                        | ІНК, Об'єднаний прогресивний альянс                      |
| 16 | Нарендра Моді                     |         | 26 травня 2014                                        | нині на посаді                                        | Бхаратія джаната парті                                   |
| 17 | Джавед Хан Хан                    |         | 22 травня 2014                                        | нині на посаді                                        | ІНК                                                      |